# Czedróg
Czedróg lub Siedrag (łac. Ceadragus, Cedragus, zm. 826 lub później) – obodrzycki książę wielkoplemienny od 819 roku, syn Drożka.

## Życiorys
Pomimo że był synem księcia obodryckiego, nie został po jego śmierci w 809 wybrany przez wiec na jego następcę, księciem został Sławomir. Istnieje hipoteza, że być może stało się tak dlatego, że w owym czasie mógł być jeszcze małoletni. Dopiero w 817 został desygnowany na współwładcę Obodrzyców przez cesarza Ludwika Pobożnego. Być może decyzja ta była pokłosiem próśb wnoszonych przez członków poselstwa obodrzyckiego, które przybyło na dwór cesarski w lipcu 815. Można przypuszczać jednakowoż, że Ludwik pragnął również wynagrodzić Czedroga władztwem, ze względu na pomoc jaką świadczyli mu przodkowie tego ostatniego, chociaż nie wyklucza się próby osłabienia władztwa obodrzyckiego, poprzez jego podział i destabilizację wewnętrzną. Wobec zdecydowanego sprzeciwu Sławomira do podziału jednak nie doszło.
Na objęcie przywództwa wśród Obodrzyców musiał jeszcze Czedróg czekać dwa lata. Zdołał objąć urząd dopiero w 819 w wyniku interwencji wojsk frankijskich i internowaniu poprzedniego władcy Sławomira. Początkowo Czedróg podobnie jak jego ojciec wspierał cesarstwo w jego działaniach na duńskim pograniczu, podejmując interwencję na rzecz Haralda. Jednak już przed 821 doszło do zmiany sojuszy i Obodrzyce (pod przywództwem Czedroga) opowiedzieli się po stronie synów Godfreda. Prawdopodobnie była ona związana z coraz większą niechęcią do Franków spowodowaną ciągłymi ciężarami ponoszonymi przez plemię podczas walk w Danii.
Ludwik I Pobożny wynosząc Czedroga na tron książęcy spodziewał się, że doprowadzi on do większego uzależnienia Obodrzyców od państwa Franków. Kiedy rachuby te zawiodły postanowił w 821 przywrócić poprzedniego władcę, ale Sławomir zmarł w drodze do kraju. W kronikach znajdujemy natomiast wiadomość, że w 822 Czedróg wysłał poselstwo z darami do cesarza w celu załagodzenia sytuacji i cofnięcia wydanego przez niego przyzwolenia na najazdy niemieckich Sasów i słowiańskich Wieletów na ziemie obodrzyckie. W rezultacie Czedróg pojawił się na dworze cesarskim w Compiègne zimą na przełomie 823 i 824. W 823 roku Czedróg określony w Annales regni Francorum jako princeps Abodritorum – został oskarżony w obecności cesarza Ludwika Pobożnego o niewierność w stosunku do Franków i o niestawianie się przed obliczem cesarza przez wiele lat. Czedrag dać miał racjonalne wyjaśnienie, dlaczego przez tyle lat nie stawił się przed obliczem cesarza. Choć według relacji źródła okazał się winny w pewnych sprawach, to jednak nie spotkała go z tego powodu żadna kara. Ze względu na zasługi jego przodków (łac. merita parentum) nie tylko nie został ukarany, lecz pozwolono mu wrócić do swego królestwa, obdarzając go darami.
W 826 na dwór cesarski przybyli primores Obodrytów, którzy przed cesarzem oskarżyli Czedraga. Został on poinformowany, że zostanie ukarany za wiarołomstwo, jeśli nie stawi się na zgromadzeniu w połowie października. Po przybyciu do Ingelheim nad Renem Czedrag został poddany osądowi cesarskiemu. Decyzję o pozostawieniu go u władzy Ludwik Pobożny uzależnił od opinii wydanej przez swoich wysłanników do Obodrzyców, którzy mieli się wypowiedzieć czy chcą żeby nadal był ich władcą. Na jej podstawie Czedróg mógł nadal rządzić Obodrzycami, jednak musiał zostawiać u Ludwika zakładników.